# Allium robertianum
Allium robertianum är en amaryllisväxtart som beskrevs av Fania Weissmann- Kollmann. Allium robertianum ingår i släktet lökar, och familjen amaryllisväxter. Inga underarter finns listade i Catalogue of Life.